# Розрядні роги

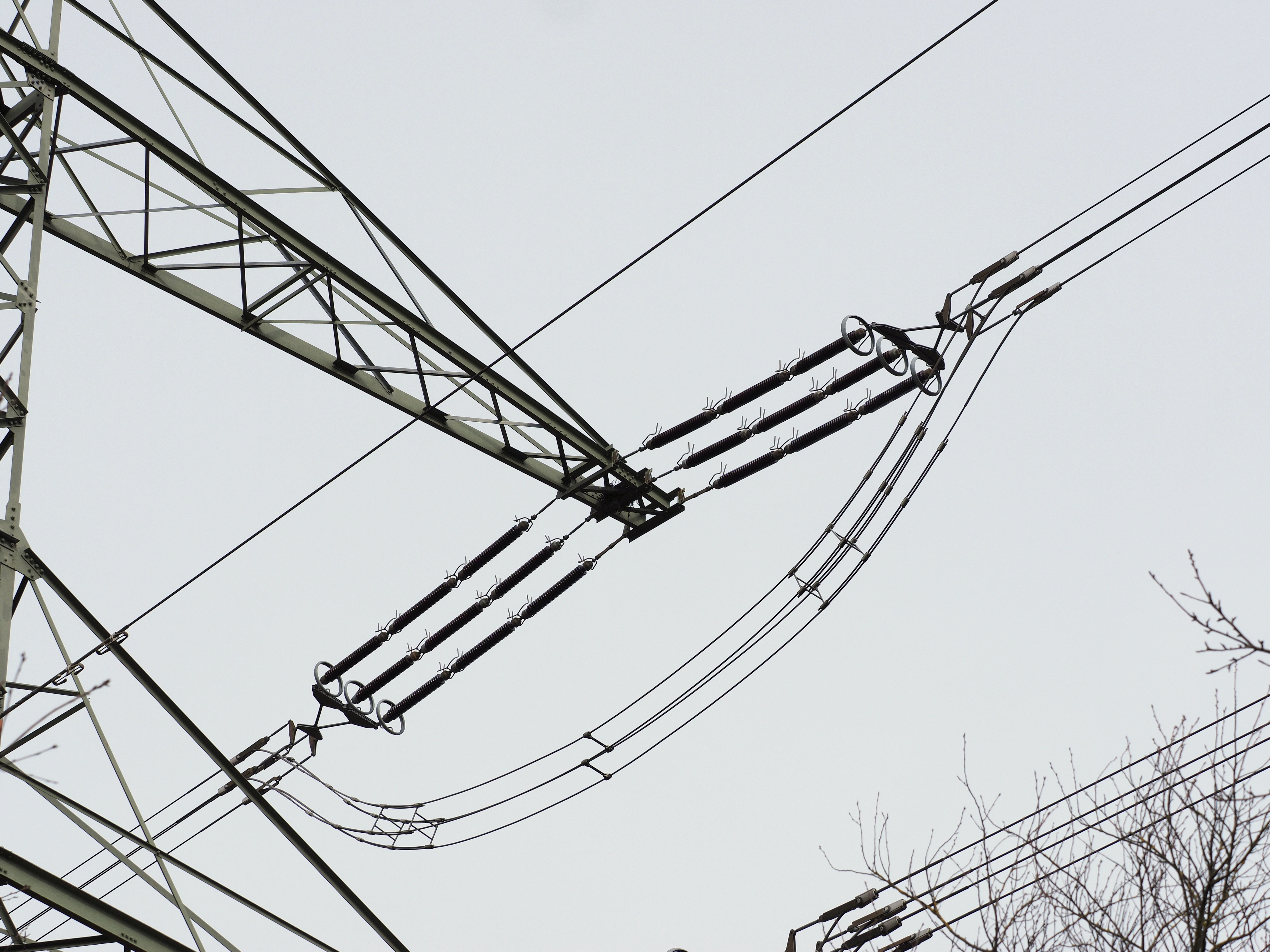
Три секції іскрових проміжків, утворених «рогами» та антикоронним кільцем

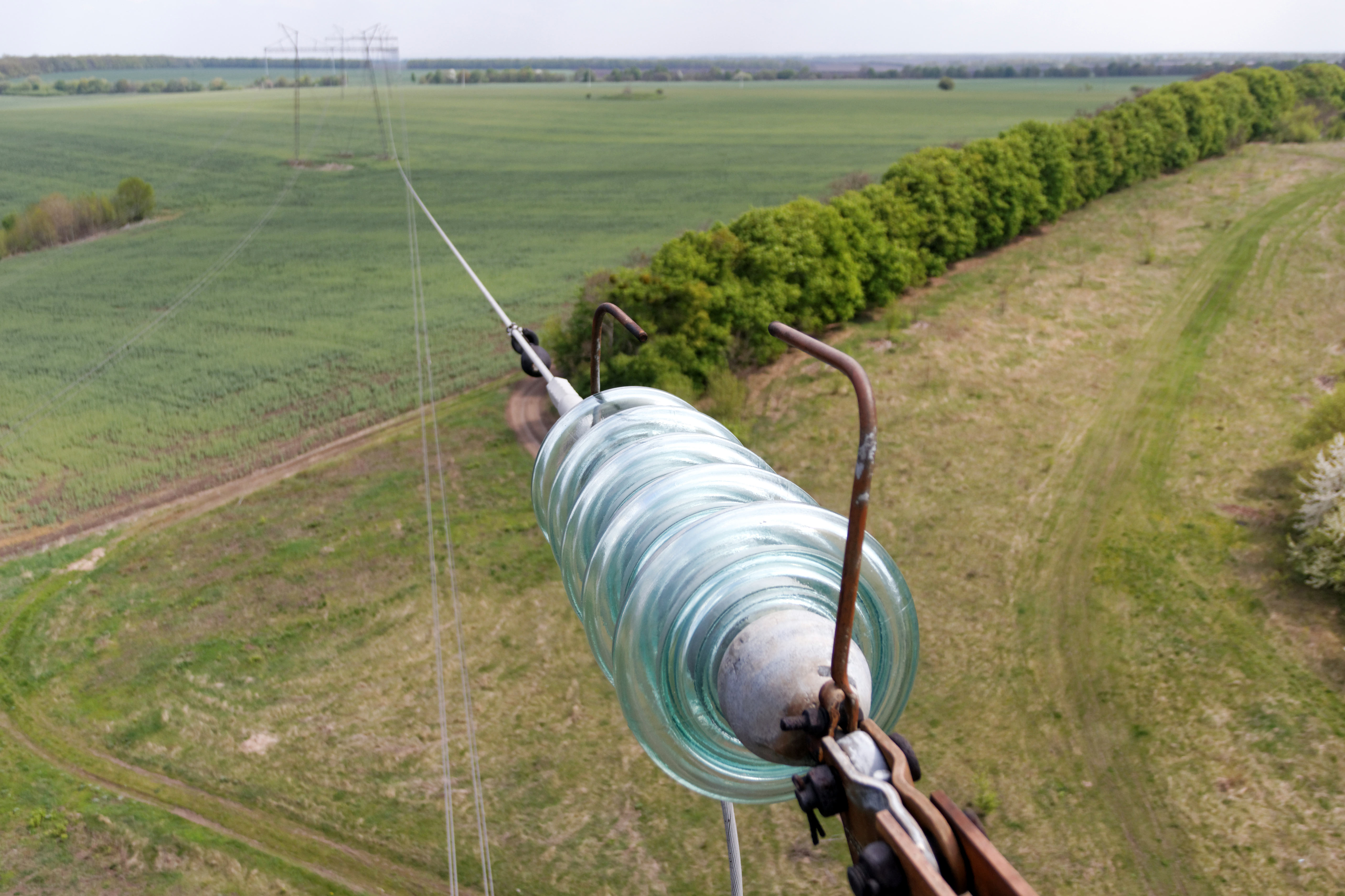
Кріплення грозотросу ізольованого від проміжних опор з іскровим розрядником у формі «рогів» на лінії 750кВ

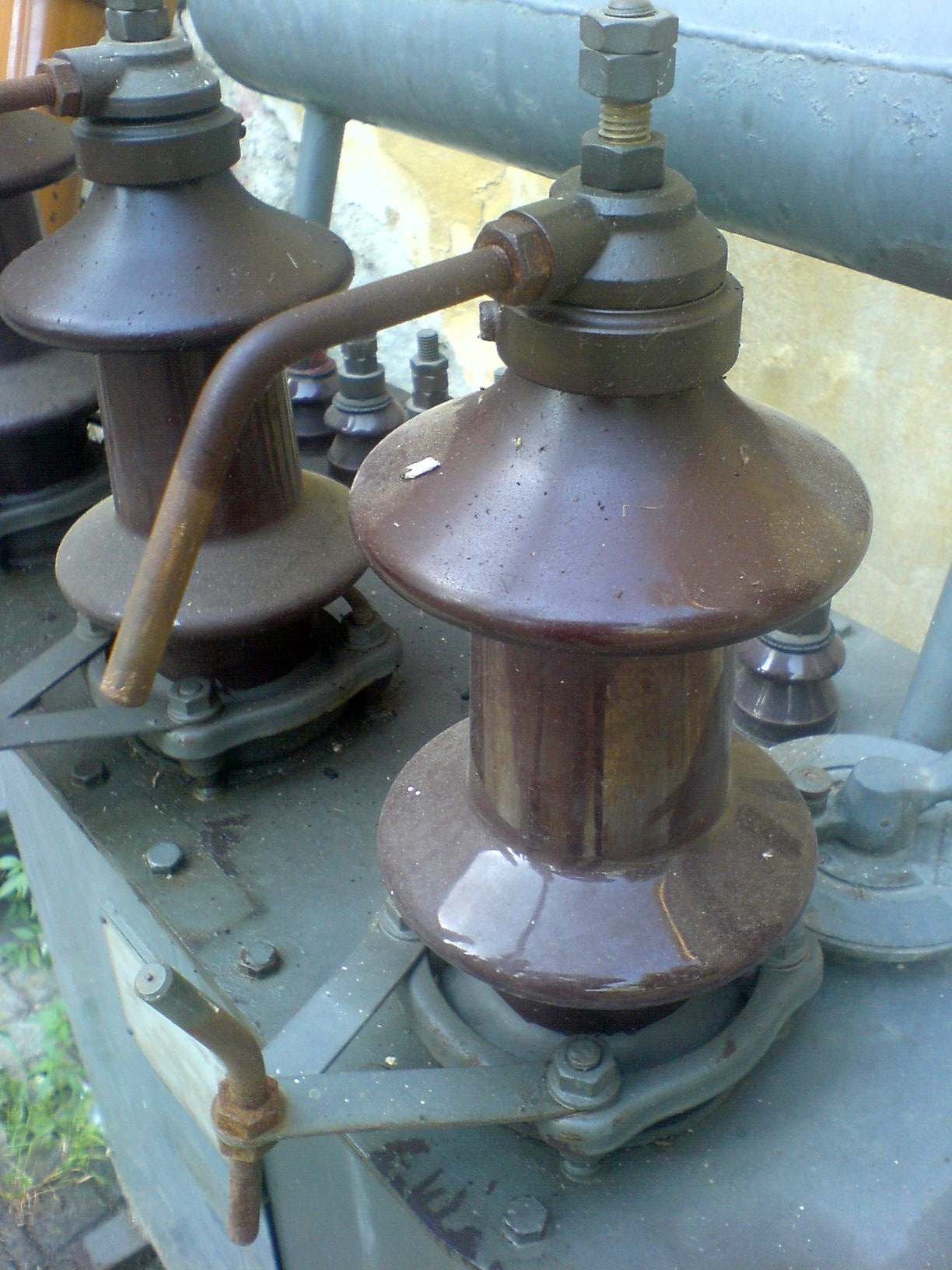
Розрядники у формі рогів, призначені для захисту прохідного ізолятора від руйнування під час пробою дуги розряду між корпусом трансформатора та провідником

Розрядні роги — додаткова арматура на лініях високих, середніх та низьких напруг яка у випадках перенапруг призначена для утворення контрольованого розряду у найвужчому місці. По принципу дії є умисним іскровим проміжком — розрядником середовищем якого є повітря. Зазвичай «роги» розрядника є парними, одна сторона знаходяться під напругою, інша сторона заземленна.

## Передумови
Транспортування потужності лініями електропередач передбачає збільшення напруги для зменшення поперечного перетину дротів, і, як наслідок, найбільш економним підходом є створення повітряних ліній електропередавання, де оптимальним ізолятором між провідниками з високою напругою є повітря. Лінії електропередач високих та надвисоких напруг, будучи здебільшого повітряними, зазнають періодичних перенапруг унаслідок атмосферного впливу — розрядів блискавок, перенапруг у момент перемикання обладнання на підстанціях, дуже рідко — замикання провідників різних по класу напруги ліній електропередач між собою під час обривів та падінь дротів. Блискавка здатна підпалювати дугу, а існуюча напруга у лінії електропередач здатна підтримувати горіння дуги при проходженні струму в землю, що спричиняє руйнацію ізоляційних матеріалів та ізоляторів, є причиною аварійних відімкнень та дороговартісних ремонтів. Як наслідок економічно обумовленим є використання розрядників, грозозахистних тросів (які є обов'язковими для ліній високих та надвисоких високих напруг, ввиду великих економічних збитків виведення останніх у ремонт).

## Будова
Зазвичай «роги» розрядника є парними, одна сторона знаходяться під напругою, інша — заземленна. У деяких випадках можливе виконання ізольованих від провідника та землі проміжних рогів-вставок, які роблять траекторію іскрового проміжку більш контрольованою та передбачуваною, та унеможливлюють міжфазне замикання мігруючою піднятою у повітря дугою. Розрядні роги можуть мати різноманітні форми, де «роги» є лише одним із варіантів будови — виконані у формі елементів драбини якоба (що сприяє підніманню дуги у повітря та її гасіння унаслідок збільшення відстані), у формі парних кілець, коли одне кільце виконує роль антикоронного кільця, а інше кільце виконує роль другої частини розрядника у вигляді звичайних взаємонаправлених прутів, що мають контрольовану відстань в повітрі. У будь-якому випадку розрядники віднесені на певну відстань від інших дротів або винесені на окремі ізолятори (щоб дуговий розряд не спричинив міжфазного замикання), і, якщо знаходяться на гірлянді ізоляторів — виконані зверху, щоб запобігти термічній руйнації ізоляторів.
На лініях 6-10 кіловольт використання рогів-розрядників радше історичне, яке згодом була замінене на вентильні розрядники, недоліком яких послужила їхня часта руйнація під час прямих попадання блискавок, згодом вентильні розрядники почали поступатися місцем довгоіскровим розрядникам.

## Протикоронні та градаційні кільця
Розрядні роги не слід плутати з коронними кільцями (або округлими поверхнями чи сітками для розсіювання коронного розряду). В окремих випадках коронні кільця є складовим елементом захисту перенапруг, проте, роги не є кільцеподібними вузлами, що оточують роз'єми та виступаючі частини кріплення дротів або інших елементів на високопотенційному обладнанні. Коронні та градувальні кільця призначені для вирівнювання та рівномірного перерозподілу накопиченого потенціалу подалі від компонентів під напругою, які можуть бути джерелом коронування та майбутнього пробою.